# Barbara Pittman
Barbara Pittman (6. april 1938 – 29. oktober 2005) var en amerikansk rock'n'roll/country-sangerinde. Hun var en af de ganske få kvinder, der indspillede i Sun Studio i Memphis.